# Падерін Олександр Миколайович
Олександр Миколайович Падерін (1892, місто Санкт-Петербург, тепер Російська Федерація — розстріляний 8 квітня 1938, Москва) — радянський партійний та профспілковий діяч. Кандидат в члени ЦК КП(б)У в березні — квітні 1920 р.

## Біографія
Член РСДРП(б) з 1912 року. Вів революційну діяльність у профспілках і лікарняних касах міста Санкт-Петербурга (Петрограда).
У 1917 році — член бюро фракції більшовиків Петроградської Ради, член виконавчого комітету Петроградської Ради, секретар Спілки металістів у Петрограді. У жовтні 1917 року був секретарем Петроградського військово-революційного комітету. З жовтня 1917 року — комісар Петроградського військово-революційного комітету з обстеження приватних банків.
У 1918—1919 роках — завідувач політичного відділу Каспійсько-Кавказького фронту, помічник голови Революційної військової ради (РВР) Каспійсько-Кавказького фронту, начальник політичного відділу 11-ї армії РСЧА. У лютому — березні 1919 року — член Революційної військової ради (РВР) 12-ї армії РСЧА. У 1919 році працював начальником Політичного управління Народного комісаріату з військових і морських справ Української ССР.
У 1920 році — уповноважений Народного комісаріату праці і соціального забезпечення РРФСР при Всеукраїнському революційному комітеті, член Південного бюро ВЦРПС, член Ради Української трудової армії.
У 1920—1921 роках — заступник завідувача тарифного відділу ВЦРПС. У березні — липні 1921 року — представник ВЦРПС при Народному комісаріаті продовольства РРФСР, представник ВЦРПС при Малому Раднаркомі РРФСР, член Центральної комісії з постачання робітників при Народному комісаріаті продовольства РРФСР. З липня 1921 року — представник Центроробкому в Центральній комісії з постачання робітників при Народному комісаріаті продовольства РРФСР.
Здобув вищу освіту.
У 1929 році працював відповідальним секретарем Сальського окружного комітету ВКП(б) Північно-Кавказького краю.
У 1932 році — директор Центрального науково-дослідного інституту машинобудування СРСР.
До грудня 1937 року — начальник контори «Гідромонтаж» Народного комісаріату важкої промисловості СРСР.
17 грудня 1937 року заарештований органами НКВС у Москві. 8 квітня 1938 року засуджений до розстрілу. Реабілітований у 1956 році.